# Matthew Hilger
Matthew Hilger (* 1966 oder 1967) ist ein ehemaliger professioneller US-amerikanischer Pokerspieler und Autor aus Atlanta, Georgia. Er ist zudem der Betreiber eines Internetportals für Pokerspieler.

## Lebenslauf
Hilger absolvierte ein erfolgreiches Studium an der University of Georgia und schloss dieses mit einem Bachelor in Betriebswirtschaftslehre 1989 ab. 1991 erhielt er ebenfalls an der University of Georgia einen Master-Abschluss. 1996 erlangte Hilger einen zweiten Master-Abschluss im Fachgebiet Internationaler Handel an der Thunderbird School of Global Management.
Nach seinem Studium arbeitete Hilger für die Unternehmensberatung Accenture in Mittelamerika, später auch in Südamerika.
Heute ist Hilger neben seiner Tätigkeit als Pokerspieler als Journalist und Autor für Fachliteratur tätig.

## Pokerlaufbahn
Hilger begann seine Laufbahn als Profispieler im Jahr 2001 mit Onlinepoker. Innerhalb eines Jahres gelang Hilger der Durchmarsch von den Micro-Limits auf das Limit $30/$60. In seinem ersten Jahr als Onlinespieler verzeichnete Hilger einen Gewinn von über 100.000 US-Dollar. Seine in diesem Jahr gesammelten Erfahrungen verarbeitete Hilger im Jahr 2002 in seinem ersten Buch. Dieses gilt bis heute als eines der besten Bücher für Anfänger im Bereich des Limit-Poker. 2002 begann Hilger auch größere Live-Turniere zu spielen. Der erste Achtungserfolg gelang ihm, als er 2002 die New Zealand Poker Championship in Christchurch gewann. Seine beste Platzierung bei der World Series of Poker in Las Vegas erlangte Hilger 2004, als er im Main Event den 33. Platz belegte. Seine bislang letzten bedeutenden Platzierungen bei einem Liveturnier gelangen ihm 2007, als er zwei Finaltische bei der Aussie Millions Poker Championship in Melbourne erreichte. Bei der WSOP 2009 landete Hilger letztmals bei einem Live-Pokerturnier in den Preisgeldrängen.

## Veröffentlichungen
Bücher
- Internet Texas Hold’em: Winning Strategies from an Internet Pro, ISBN 0-9741502-0-7.
- Texas Hold ’em Odds and Probabilities: Limit, No-limit and Tournament Strategies, ISBN 0-9741502-2-3.
- The Poker Mindset: Essential Attitudes for Poker Success (mit Ian Taylor), ISBN 0-9741502-3-1.

Zeitschriften
- Card Player Magazine (diverse Beiträge)
- The Hendon Mob (diverse Beiträge)